# Saltoluokta
Saltoluokta est une station de montagne suédoise gérée par l'association Svenska Turistföreningen. La station est située le long du sentier de randonnée kungsleden et à environ 20 km au nord de parc national de Sarek .
L'association Svenska Turistföreningen est venue dans la région en 1890 et a construit le chalet Sjöfallsstugan à proximité de la chute de Stora Sjöfallet. Environ 20 ans plus tard, avec le développement des communications, le manque de lits devient pressant pour les visiteurs et le chalet étant situé dans le parc national de Stora Sjöfallet, fondé en 1909, l'association a fait construire un nouveau bâtiment nettement plus grand à l'extérieur des limites du parc national. 
Ils ont construit au lieu appelé Sáltoluokta, à un kilomètre du parc, un camp traditionnel du village de Sirkas utilisé au printemps, en été et en automne. En 1912 est construite Gamla stationen puis l'année suivante est construit un autre bâtiment. 
Le bâtiment principal de Saltoluokta a été conçu par l'architecte John Åkerlund. Il a été construit en 1918 et a permis d'augmenter le nombre de lit de 70. Les constructions les plus récentes datent des années 1980, lorsque le bâtiment Nåiden a été construit, et dans le milieu des années 1990, lorsque l'annexe Laponia a été construite. Aujourd'hui, la station a environ 100 lits. Le bâtiment principal est en grande partie conservé dans sa forme originale, avec des meubles et objets de décoration datant de 1918.
Saltoluokta est fréquenté par les randonneurs, les familles avec enfants, les jeunes mariés, les skieurs, les amoureux de la nature et des conférenciers. En hiver, le lac Langas est gelé à Sáltoluokta. Durant l'été, le trafic en bateau est assuré par le M/S Langas.

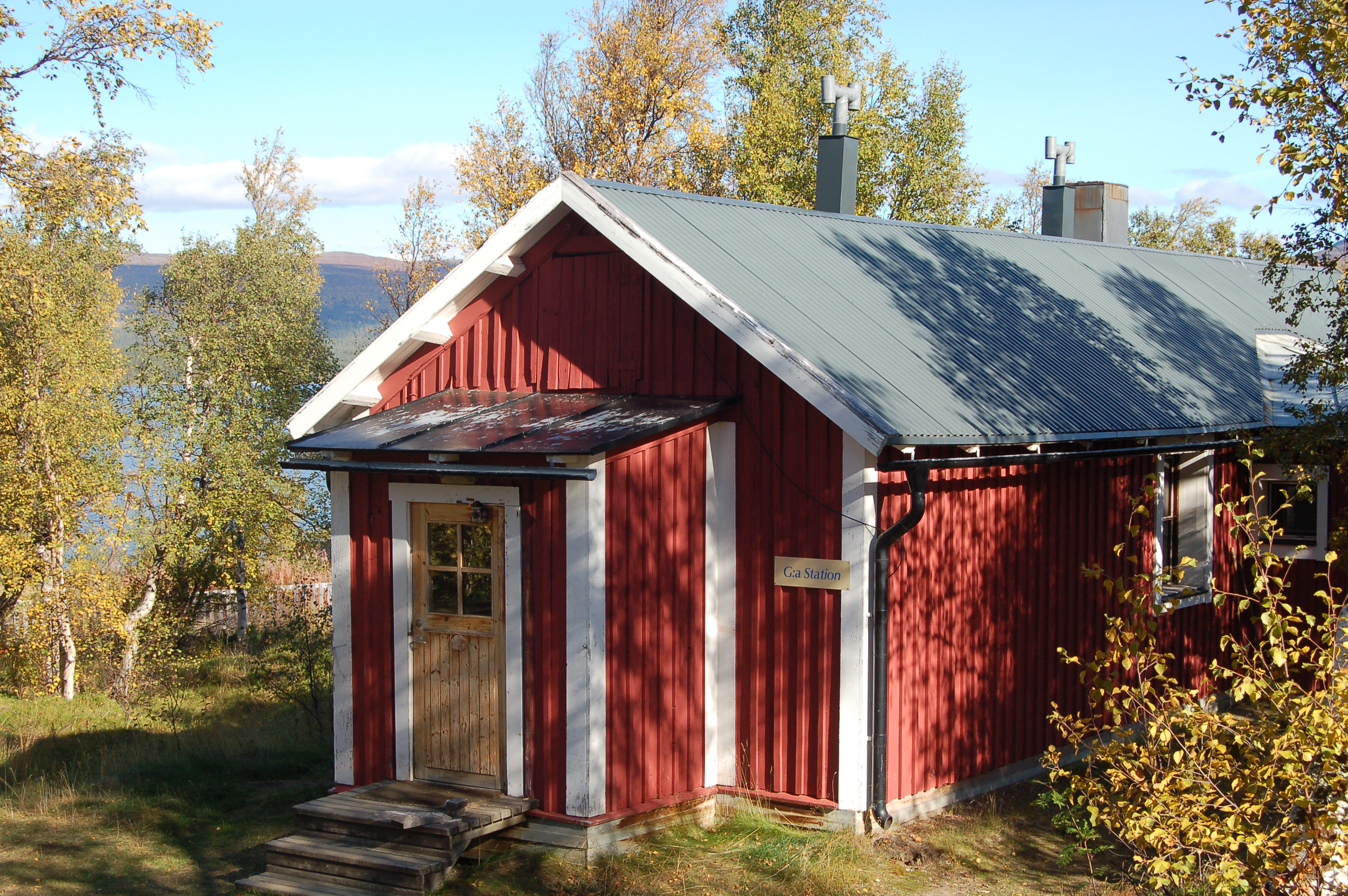
Gamla Stationen.
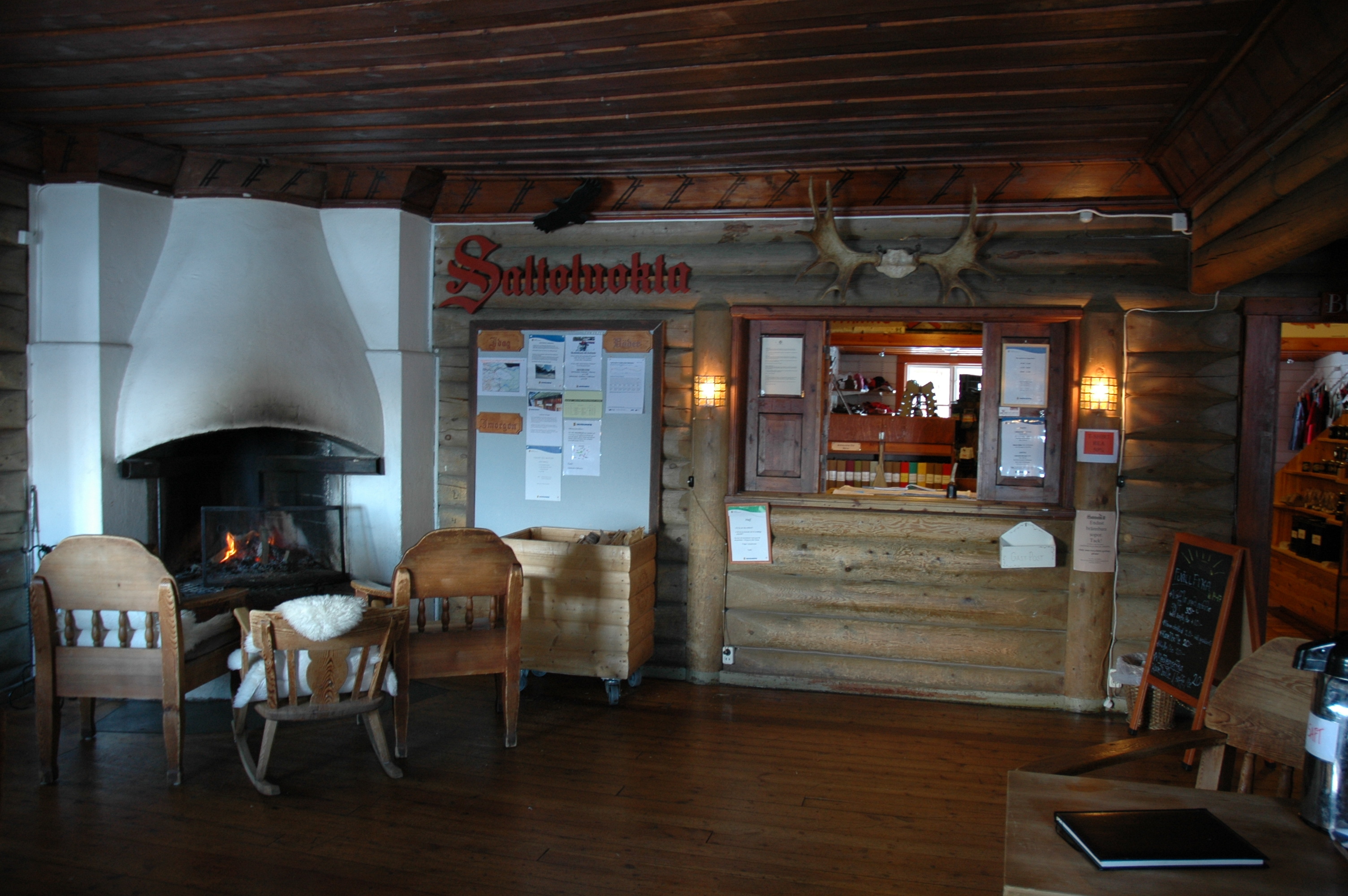
La réception.
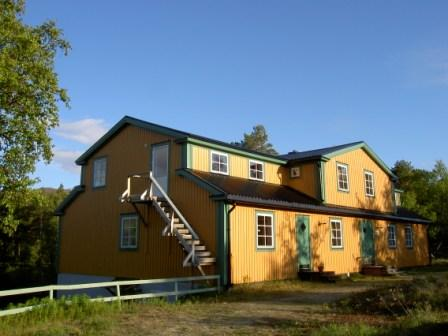
L'annexe Laponia.
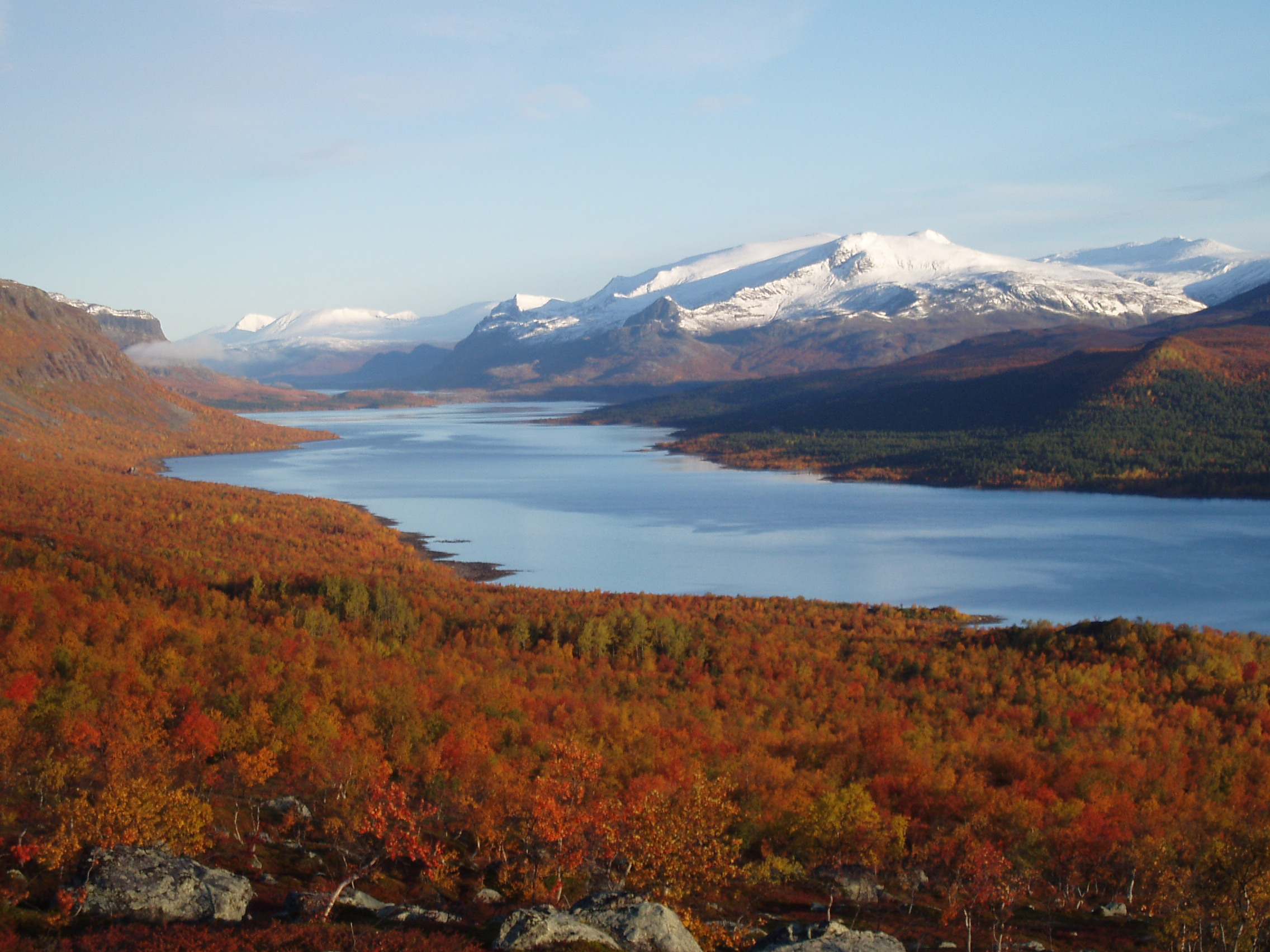
La vue sur le parc de Stora Sjöfallet depuis Saltoluokta.